# Westrand (cultuurcentrum)

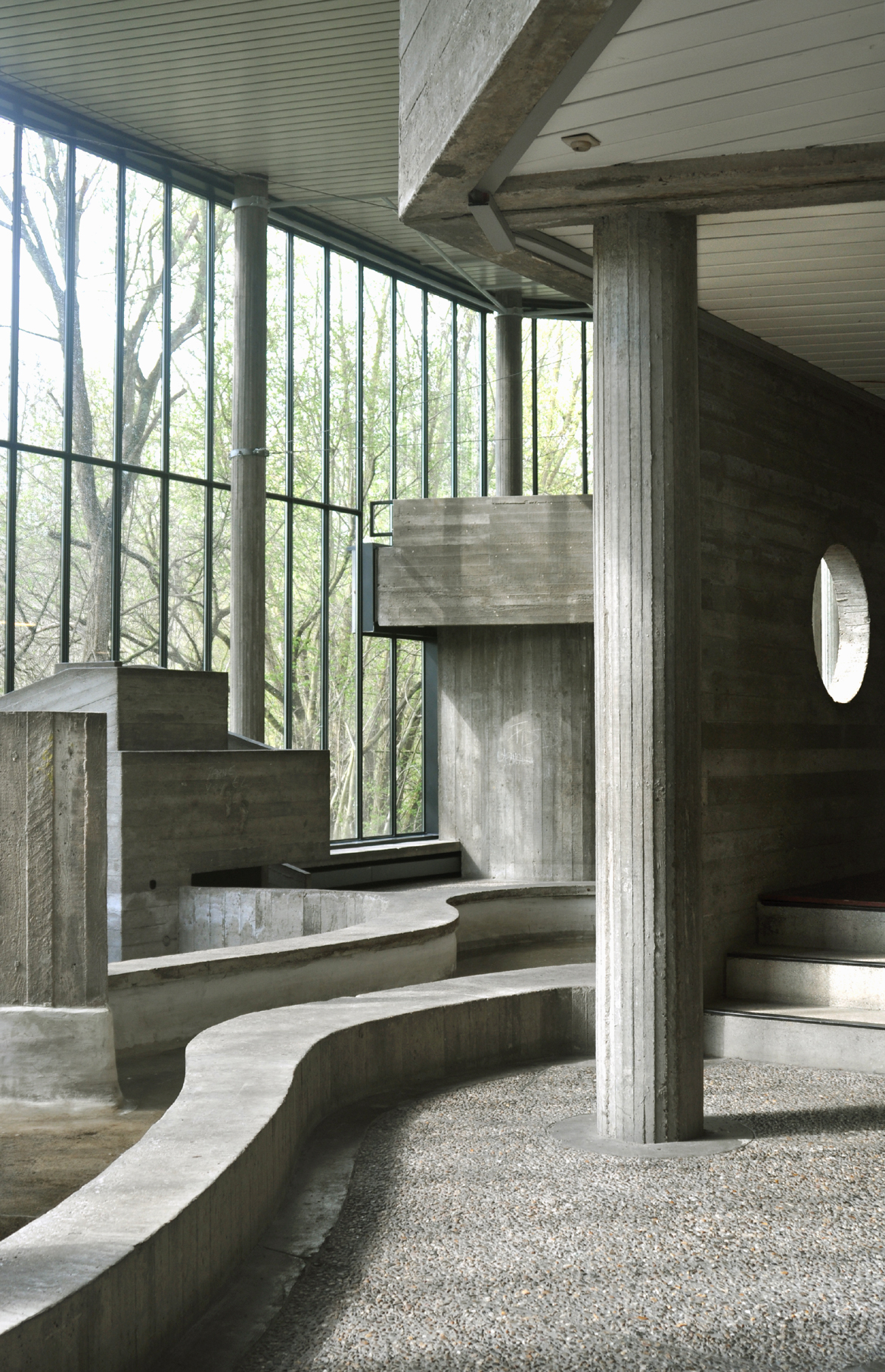
Brutalistische speelzone met kasteeltje, waterpartij, zandbak en plekken om je te verstoppen (CC Westrand, Dilbeek, België)

Westrand is een cultuurcentrum gelegen in de Vlaams-Brabantse gemeente Dilbeek. Het cultuurcentrum, een van de oudste in Vlaanderen, heeft een regionaal karakter: het is een steunpunt voor de bevordering van de Vlaamse cultuur voor de inwoners van de Westrand rond Brussel. Westrand was jarenlang een van de vier centrale trefpunten tijdens De Gordel, het grootste sportieve eendagsevenement in Vlaanderen.

## Ontstaan
Eind 1967 besliste de Dilbeekse gemeenteraad om een regionaal cultureel centrum op te richten. Het gebouw werd in 1968 ontworpen door Ingenieur-architect Alfons Hoppenbrouwers. Als architecturaal ontwerp was het voor die tijd vrij revolutionair. De verschillende zalen en lokalen worden verbonden door ruime gangen en overgangsruimten. Zo kunnen verschillende activiteiten tegelijk plaatsvinden zonder elkaar te hinderen. Tevens bieden die tussenruimten kansen op ontmoeting door verschillende (types) gebruikers, geheel in de lijn van de filosofie van de ontwerper.
Bij de eerstesteenlegging op 13 september 1969 legde de toenmalige minister van Nederlandse Cultuur Frans Van Mechelen de nadruk op de rol die Westrand zou opnemen "als steunpunt voor de Nederlandse Cultuur in het Randgebied Brussel". Als inscriptie in de gedenksteen werd dan ook de volgende tekst geplaatst: “Het is een opgave voor elke inwoner van de Westrand dit centrum te maken tot een ware plaats van ontmoeting”. Het centrum werd officieel geopend in oktober 1973. Westrand was dankzij de in 1970 verworven culturele autonomie van de gemeenschappen binnen het unitaire België een belangrijk steunpunt, vooral ter bevordering van de Vlaamse cultuur.

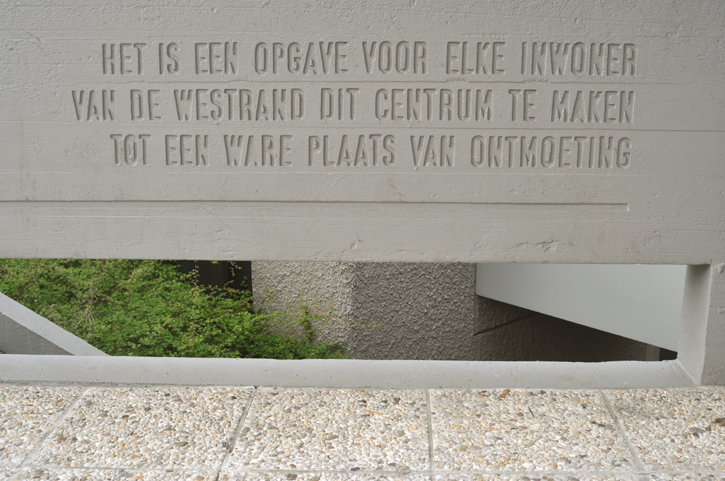
Het is een opgave voor elke inwoner van de westrand dit centrum te maken tot een ware plaats van ontmoeting

## Gebouw
Het gebouw, dat zich vlak bij het natuurgebied de Wolfsputten bevindt, bevat een theaterzaal, de gemeentelijke bibliotheek, een tentoonstellingsruimte, een grote multifunctionele zaal en verscheidene andere zalen.

## Structuur
De wijziging van het cultuurdecreet in 1991 bepaalde dat er slechts één erkend cultuurcentrum en dito organisatie per gemeente kon zijn. vzw Westrand fuseerde daarom met de ontmoetingscentra van de deelgemeenten. Eerst was er de fusie met het recreatiecentrum van Itterbeek en het Trefcentrum Solleveld in Sint-Martens-Bodegem en in 1995 werd het gerenoveerde Kasteel La Motte te Sint-Ulriks-Kapelle als vierde locatie toegevoegd. In Dilbeek vinden voornamelijk de culturele manifestaties plaats terwijl de locaties in de deelgemeenten meer gericht zijn op zaalverhuur.
Westrand was samen met de cultuurcentra in Strombeek en Alsemberg en de zeven gemeenschapscentra van de Vlaamse rand, verenigd in de vzw de Rand, van groot belang voor de politiek van de Raad voor de Nederlandse Cultuurgemeenschap en later de Vlaamse Regering. Als een van de centrale trefpunten tijdens De Gordel kreeg Westrand ook nationale bekendheid.
Vanaf 2017 tot 2021 maakte Westrand deel uit van het extern verzelfstandigd agentschap 'Cultuur en Samenleven Dilbeek EVA-VZW', die ook de bibliotheek De Wolfsputten, de jeugddienst en de dienst Toerisme bevatte. Het dagelijks bestuur bestond toen uit uit: Mark Houthoofd (voorzitter), Prof.dr. Randy Priem (ondervoorzitter), Annie Scholte (ondervoorzitster) en Elio De Bolle (dagelijks bestuurder). De raad van bestuur bevatte zowel vrijwilligers uit de Dilbeekse adviesraden als lokale politici. Op deze manier koos het bestuur er destijds voor om zoveel mogelijk aan burgerparticipatie en co-creatie te doen. Het dagelijkse bestuur haalde ook zo veel successen en realiseerde vele verbeteringen. In 2020 besliste N-VA Dilbeek om af te stappen van deze burgerparticipatie en de EVA te laten fuseren in de gemeente. Op deze manier kon de toenmalige schepen van cultuur alle beslissingen nemen zonder rekening te moeten houden met de Dilbeekse vrijwilligers. Op 23 september 2020 protesteerden de vrijwilligers dan ook tegen deze beslissing vooral omdat zij niet gehoord werden bij deze beslissing en buiten spel gezet werden. Het protest kreeg weinig tot geen gehoor van de N-VA. De EVA is momenteel in vereffening.   

## Programmatie
Jaarlijks vinden er een zevenduizendtal activiteiten plaats zoals lezingen, cursussen en workshops, toneel- en dansvoorstellingen en films. Verder is het de thuisbasis voor talrijke socioculturele verenigingen die er regelmatig vergaderen. Westrand houdt zich ook bezig met socio-culturele evenementen in Dilbeek zoals de organisatie van de Dag van de Dilbekenaar. 
Dil'Arte, sinds 2012 de nieuwe naam voor de Gemeentelijke academie voor muziek, woord en dans, richt er ook muziek- en danslessen in, waarvan sommige tegenwoordig in het nieuwe gebouw naast Westrand, worden gegeven. Dil 'Arte maakt echter geen deel uit van Cultuur en samenleven Dilbeek EVA-VZW.
Ook regionale organisaties maken van de infrastructuur gebruik, zoals meesterstukken, In de Watten, de Canoncultuurdagen, de Westrandharmonica, Betonrock, Blink, Kotteekoer en cATSJOE, Randstad Cultuurcomplot, Trappelend Talent, Tinteltenen en Gouden Vleugels.

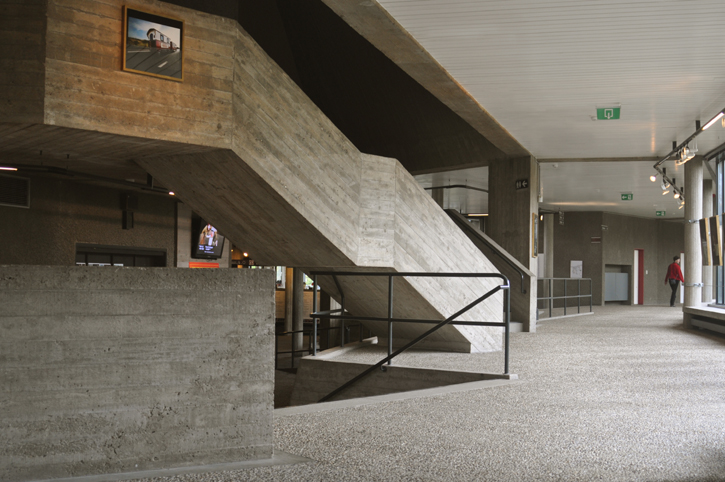
Binnenstraat langswaar zich de verschillende functies van het gebouw bevinden (theater, bibliotheek, galerij, speeltuin, restaurant, feestzaal, academie)